# Similitudine (figura retorica)
La similitudine (latino similitudo, greco parabolé "paragone, confronto tra due o più termini", da cui il termine parabola) è una figura retorica che consiste nel confrontare due identità, in una delle quali si individuano proprietà somiglianti e paragonabili a quelle dell'altra, facendo uso di parole e locuzioni quali (così) come, simile a, sembra, assomiglia ecc., a differenza della metafora che non si serve di questi ultimi.

## Descrizione
La similitudine si differenzia dalla comparazione perché nella prima i termini del confronto non sono intercambiabili.
La similitudine è particolarmente diffusa nei testi antichi come, per esempio, nella Bibbia:
(Sapienza 2,4)
Anche la letteratura classica ha fatto largo uso della similitudine e nell'Eneide, per esempio:
(Eneide, VI, 305-312, traduzione di GAO)
Solitamente le similitudini della poesia antica sono piuttosto complesse e si sviluppano per esteso: nella Divina Commedia di Dante Alighieri infatti, se ne incontrano molteplici:
(Inferno, III, 112-117)
Rispetto alla letteratura classica, è raro che gli scrittori moderni usino questa figura retorica così poco rapida e immediata, che tuttavia troviamo nella poesia di Giuseppe Ungaretti Soldati: